# The light
The light is het debuutalbum van de Amerikaanse progressieve-rockband Spock's Beard. Het oorspronkelijke album bestaat uit vier nummers waaronder twee suites die samen meer dan een half uur duren. Aan de heruitgave werd een bonustrack toegevoegd die meer dan vijftien minuten duurt.

## Nummers
Alle muziek en teksten zijn geschreven door Neal Morse tenzij anders aangegeven. 
| Nr. | Titel | Duur  |
| --- | --- | ----- |
| 1.  | The light 1. The deam 2. One man (Alan Morse, Neal Morse) 3. Garden people 4. Looking straight into the light 5. The man in the mountain 6. Señor Valasco's mystic voodoo love dance 7. The return of the horrible catfish man 8. The dream | 15:32 |
| 2.  | Go the way you go | 12:07 |
| 3.  | The water 1. Introduction / The water 2. When it all goes to hell 3. A thief in the night 4. FU / I'm sorry 5. The water (revisited) 6. Runnin' the race 7. Reach for the sky                                                               | 23:10 |
| 4.  | On the edge | 6:14  |
| 5.  | The light (home demo) (Bonustrack) | 15:18 |